# الإقليم الجنوبي الشرقي (مقدونيا)

خريطة أقاليم مقدونيا الشمالية الإحصائية

المنطقة الإحصائية الجنوبية الشرقية أو الإقليم الجنوبي الشرقي (بالإنجليزية :Southeastern Statistical Region، (بالمقدونية: Југоисточен регион)‏) هي واحدة من ثماني أقاليم إحصائية في شمال مقدونيا، يقع الإقليم الواقع في الجزء الجنوبي الشرقي من البلاد، على حدود اليونان وبلغاريا، ويحده داخليا إقليم فاردار والإقليم الشرقي.

## البلديات

بلديات الإقليم

ينقسم الإقليم الشرقي إلى 10 بلديات:
- بوغدانسي
- بوسيلوفو
- دوجران
- Gevgelija
- Konče
- نوفو سيلو
- Radoviš
- ستروميكا
- فالاندوفو
- فاسيليفو

## التركيبة السكانية

خريطة لأكبر المجموعات العرقية في المنطقة

### تعداد السكان
يبلغ عدد سكان الإقليم الجنوبي الشرقي حاليًا 171,416 مواطنًا، حسب آخر تعداد سكاني في عام 2002.
| سنة التعداد | تعداد السكان | التغير  |
| ----------- | ------------ | ------- |
| 1994        | 167,941      | لا يوجد |
| 2002        | 171,416      | + 3.13٪ |

### الأعراق
أكبر مجموعة عرقية في المنطقة هم المقدونيون.